# Nie mam dokąd wracać
„Nie mam dokąd wracać” – utwór polskiej piosenkarki Dody. Jest to drugi singel promujący jej trzeci albumu studyjnego, Dorota. Premiera piosenki odbyła się 8 lutego 2019 roku na antenie Radia Eska. Do utworu powstał teledysk, którego premiera odbyła się 15 lutego.

## Notowania

### Listy przebojów
Radio
| Kraj   | Notowanie                 | Najwyższa pozycja na liście | Źr.   |
| ------ | ------------------------- | --------------------------- | ----- |
| Polska | Radio Eska (2x Gorąca 20) | Propozycja                  | [ 3 ] |

Telewizja
| Kraj   | Notowanie (2019)                    | Najwyższa pozycja na liście | Źr.   |
| ------ | ----------------------------------- | --------------------------- | ----- |
| Polska | Kino Polska Muzyka (Hity roku 2019) | 1                           | [ 4 ] |